# 京都市平安京創生館
京都市平安京創生館（きょうとしへいあんきょうそうせいかん）は京都市中京区にある博物館施設で、京都市生涯学習総合センター（京都アスニー）1階に所在。2006年（平成18年）10月6日に開館した。
2005年（平成17年）4月開設当時は「平安京歴史ゾーン」と呼ばれており、平安京復元模型をはじめとする数点の展示内容だったものを大幅にリニューアル。従来の展示内容に加え、パネル展示による解説を新たに設けた他、多数の出土品を展示している。
現地には平安宮造酒司倉庫跡地があり、柱の穴の跡がタイル張りで残されている。この跡地は平成9年に京都市から史跡指定を受けている。
2009年11月1日に古典の日記念 京都市平安京創生館として再オープンした。

## 展示内容一覧

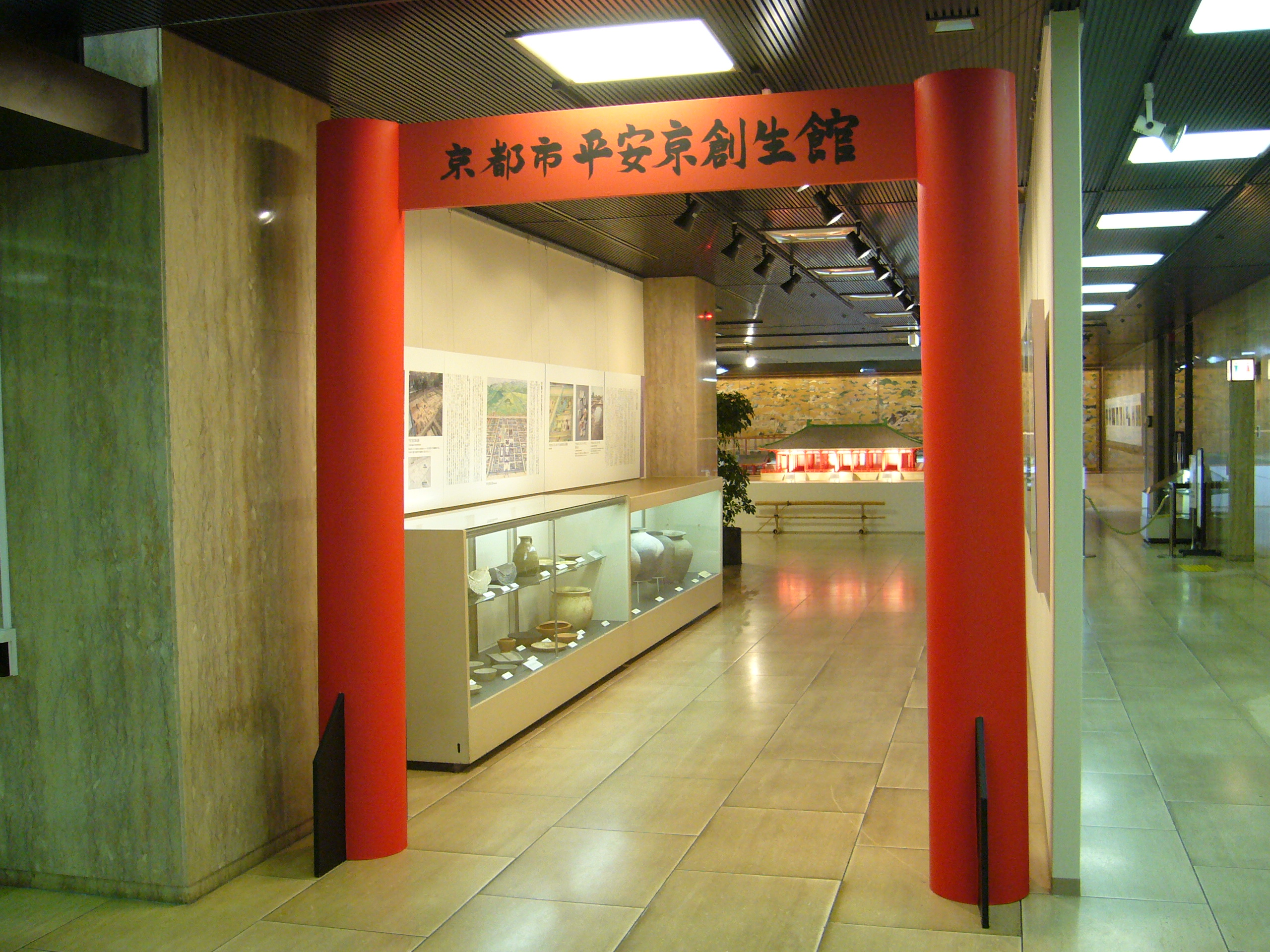
京都市平安京創生館入口

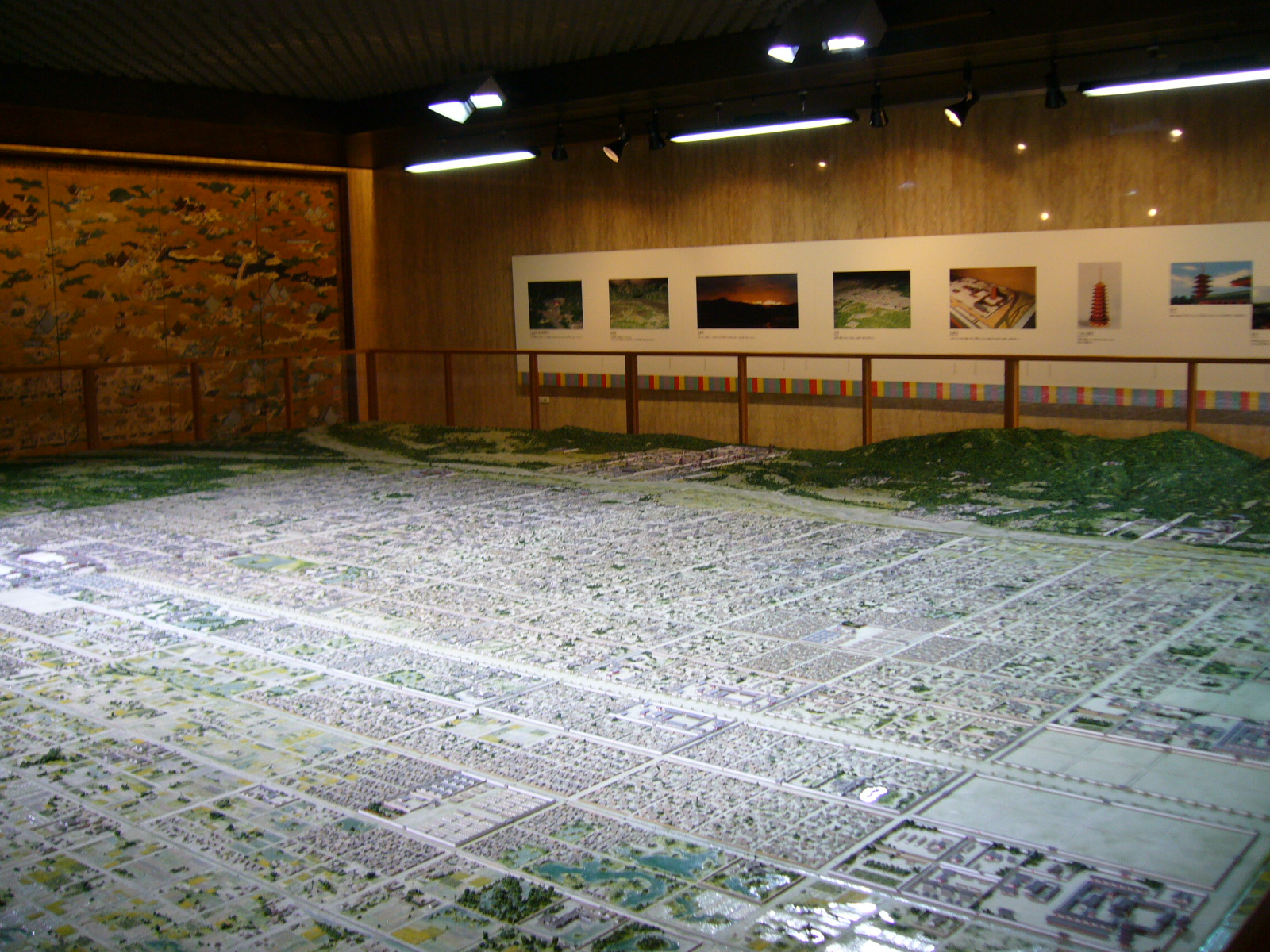
平安京復元模型 (1/1000)

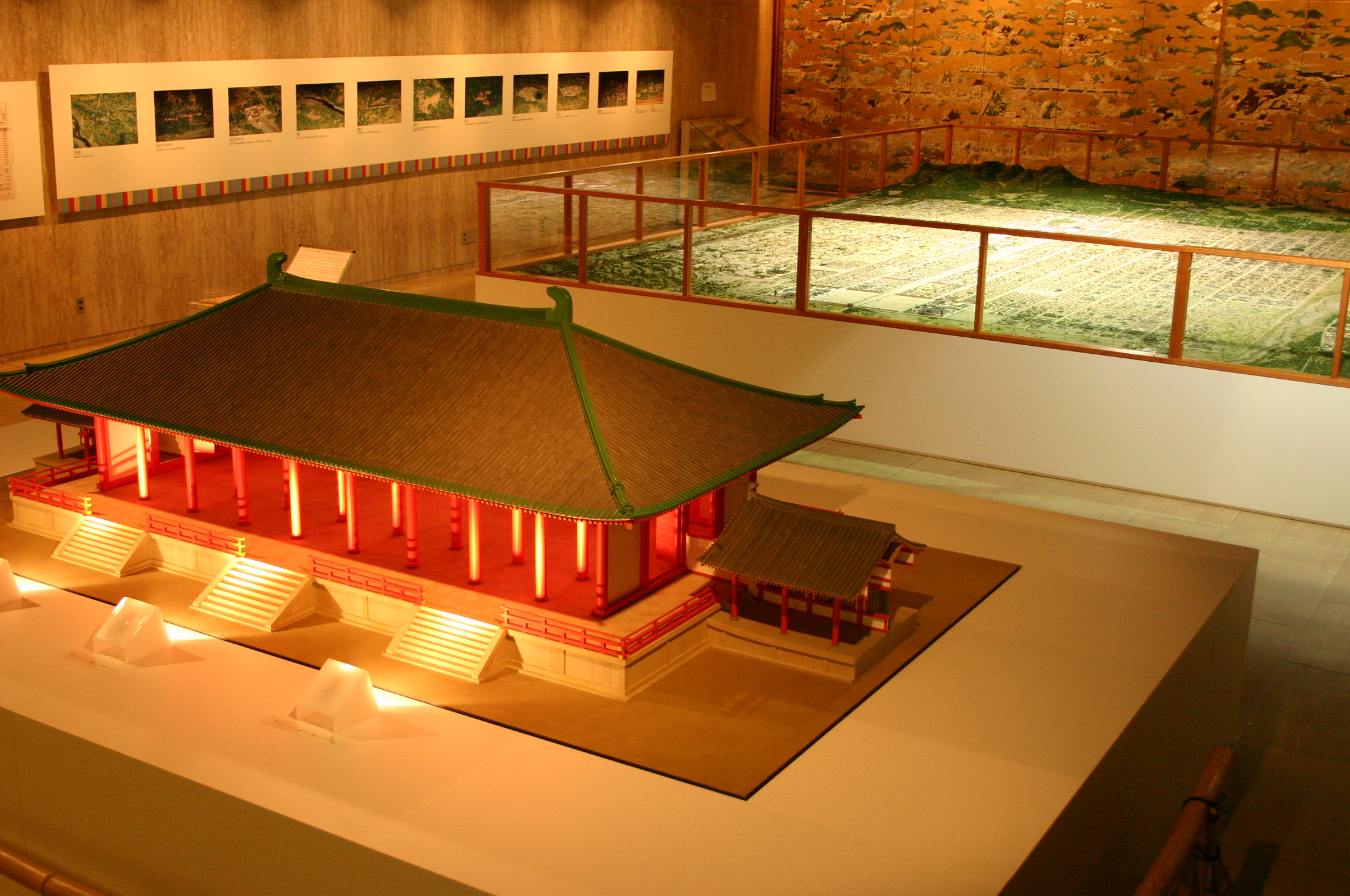
豊楽殿復元模型 (1/20)

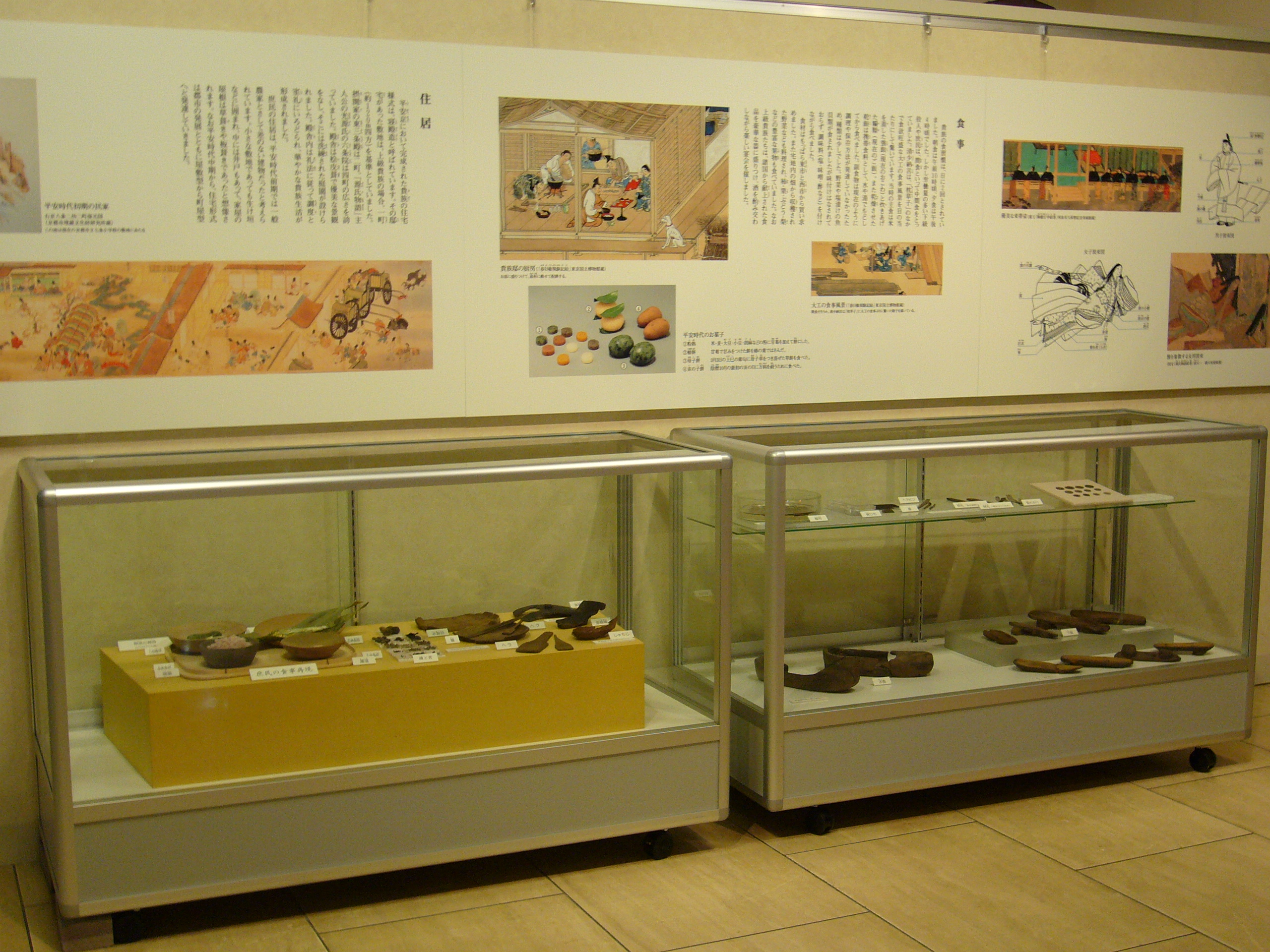
平安時代のくらしコーナー

### 平安京の概要コーナー
- 平安京遷都、条坊制、大内裏などの復元図と解説パネルを設置。平安京に関連した事柄を中心に、平安京年表のパネルも展示。

### 平安京再現コーナー
- 平安京復元模型（1/1000，7.8m×6.6m）の展示。2018年3月までは京域、鴨川、東山、北山部分など一部の展示にとどまっていた。
- 上賀茂社、大覚寺、仁和寺等の復元模型の写真パネルを展示（全22点）
- 鳥羽離宮復元模型（1/1000）、法勝寺復元模型（1/100）を展示。豊楽殿復元模型 (1/20) の展示は内部をライトアップ。
- 洛中洛外図屏風陶板壁画、源氏物語車争図屏風複製（部分）の展示。

### 平安時代のくらしコーナー
- 平安時代の貴族と庶民の服装・食事・住居について解説パネルを展示。
- 庶民の食事を再現したレプリカを展示。（鴨川の鮎を採取し、レプリカを製作）
- 平安時代に使用されていた貨幣・下駄・くし・扇などの出土資料、約20点を展示。

### 平安時代の信仰コーナー
- 国宝北野天神縁起絵巻（承久本）のレプリカと解説パネルを展示。御霊信仰を中心とした平安時代の信仰の起こりと展開について解説。

### 平安宮造酒司コーナー
- 現在，京都市平安京創生館が所在する平安時代の役所「造酒司」について、発掘現場写真と復元図及び出土資料の展示と解説、また併せて発掘と平安京の解明について解説。

### 平安京学習クイズパネル
- 子どもの興味・関心が高まるよう、平安京に関したクイズパネルを設置。

## 所在・アクセス
京都市中京区丸太町通七本松西入聚楽廻松下町9-2　京都アスニー1階
- 京都市営地下鉄丸太町駅より京都市営バス93、202、204系統の丸太町七本松（京都アスニー前）下車すぐ
- 山陰本線円町駅東に徒歩400m

## 周辺情報
- 京都市中央図書館
- 平安宮豊楽殿跡
- 平安宮大極殿跡